# 요시마르 요툰
빅토르 요시마르 요툰 플로레스(스페인어: Víctor Yoshimar Yotún Flores, 1990년 4월 7일 ~ )은 스포르팅 크리스탈에서 미드필더로 활약하고 있는 페루의 축구 선수로 로베르토 팔라시오스와 더불어 페루 국가대표팀 역사상 국제 A매치 최다 출전자이자 FIFA 센추리클럽에 가입한 10명의 페루 선수 중 한명이다.

## 같이 보기
- A매치 100경기 이상 출전한 축구 선수 명단